# Svazek obcí Podbrdského regionu
Svazek obcí Podbrdského regionu je dobrovolný svazek obcí podle zákona v okresu Příbram, jeho sídlem jsou Trhové Dušníky a jeho cílem je celkový rozvoj mikroregionu. Sdružuje celkem 16 obcí a byl založen v roce 2003.

## Obce sdružené v mikroregionu
- Bohutín
- Bratkovice
- Čenkov
- Drahlín
- Felbabka
- Jince
- Křešín
- Láz
- Lhota u Příbramě
- Obecnice
- Ohrazenice
- Podlesí
- Příbram
- Sádek
- Trhové Dušníky
- Vysoká u Příbramě